# دانایل میلوشف
دنیل میلوشف (به بلغاری: Данаил Милушев) متولد ۲ مارس ۱۹۸۴ بازیکن والیبال اهل بلغارستان، عضو تیم ملی والیبال بلغارستان و باشگاه تولوز فرانسه است.